# Лариос, Анхелика
Анхе́лика Ла́риос Дельга́до (исп. Angélica Larios Delgado; род. 13 марта 1981, Мехико, Мексика) — мексиканская фехтовальщица-саблистка. Серебряный призёр Панамериканских игр 2011 в командной сабле в составе Мексики.
В 2008 году Лариос представляла Мексику на Олимпийских играх в Пекине. В предварительном раунде одиночного женского турнира со счётом 4—15 она уступила испанке Арасели Наварро.